# Hoyos del Collado
Hoyos del Collado ist ein zentralspanischer Ort und eine Gemeinde (municipio) mit 30 Einwohnern (Stand: 2024) in der Provinz Ávila in der Autonomen Region Kastilien-León. 

## Lage und Klima
Die Gemeinde Hoyos del Collado liegt auf der Nordseite der Sierra de Gredos im Südwesten der Provinz Ávila in einer Höhe von ca. 1475 m. Die Entfernung nach Ávila beträgt knapp 55 km (Fahrtstrecke) in ostnordöstlicher Richtung. Das Klima ist gemäßigt bis warm; der Regen (943 mm/Jahr) fällt mit Ausnahme der trockenen Sommermonate übers Jahr verteilt.

## Bevölkerungsentwicklung
| Jahr      | 1970 | 1981 | 1991 | 2001 | 2011 | 2021 |
| Einwohner | 101  | 79   | 55   | 44   | 35   | 32   |

## Sehenswürdigkeiten
- Bartholomäuskirche